# Івабуті Мана
Івабуті Мана   (яп. 岩渕 真奈, 18 березня 1993) — японська футболістка, олімпійська медалістка.

## Виступи на Олімпіадах
| Олімпіада   | Дисципліна | Місце |
| ----------- | ---------- | ----- |
| Лондон 2012 | футбол     | 2     |